# Chloe (Virginia Occidental)
Chloe es un área no incorporada ubicada dentro del Distrito 5, una división civil menor del condado de Calhoun (Virginia Occidental), Estados Unidos. Está catalogada como un asentamiento humano por la Junta de Nombres Geográficos de los Estados Unidos.
El número de identificación (ID) asignado por el Servicio Geológico de Estados Unidos es 1537322.

## Geografía
Se encuentra a una altitud de 242 metros sobre el nivel del mar (794 pies) según el conjunto de datos de elevación nacional.